# Schokoladenfelsen
Der Schokoladenfelsen ist ein Aussichtspunkt und Kletterfelsen im Erzgebirge bei Thermalbad Wiesenbad in Sachsen.

## Beschreibung
Er steht im Frauenholz etwa 750 m nordwestlich des Zentrums von Thermalbad Wiesenbad in einer Schleife der Zschopau. Der Felsen ist 15 m hoch und ein bekannter Aussichtspunkt mit Blick auf Thermalbad Wiesenbad und das Zschopautal. Der 512,6 m hohe Berg trägt ein Gipfelkreuz. Benachbart sind die Felsen Kleiner und Großer Himmelhund sowie das Butterfassmassiv. Sie alle bestehen aus Gneis mit Granateinschlüssen. Seit 2023 gibt es wenige Meter unterhalb des Gipfels eine neue Schützhütte. Ihre Vorgängerin ist einem Brand zum Opfer gefallen.

## Bergsport
Der Schokoladenfelsen wird als Kletterfelsen genutzt. Der Deutsche Alpenverein weist mit Stand 2008 15 Kletterrouten der Schwierigkeit V bis VII nach dem sächsischen Bewertungssystem aus. Die Kletter- und Boulderplattform theCrag verzeichnet 22 Routen der Schwierigkeitsgrade III bis VIII− nach dem Bewertungssystem der Union Internationale des Associations d’Alpinisme.
Über den Aussichtspunkt führt der historische Pfad von Thermalbad Wiesenbad, der auf 23 Informationstafeln in die Geschichte und Vergangenheit des Kurorts einführt.

## Etymologie
Der Felsen wurde unter seinem heutigen Namen bereits 1872 in einem Wanderbuch erwähnt. Seine Herkunft wird von verschiedenen Überlieferungen unterschiedlich erklärt:
1. Das von Kurgästen zurückgelassene Schokoladenpapier wurde von Kindern der Wiesenbauern auf dem Aussichtspunkt gefunden.
2. Kinder aus Wiesenbad wurden dafür, dass sie den Gästen das Gepäck auf den Felsen getragen hatten, mit einem Stück Schokolade belohnt.
3. Die hier gefundenen Eisenerze erinnern aufgrund ihrer rotbraunen Farbe an Schokolade.